# Tröpfcheninfektion

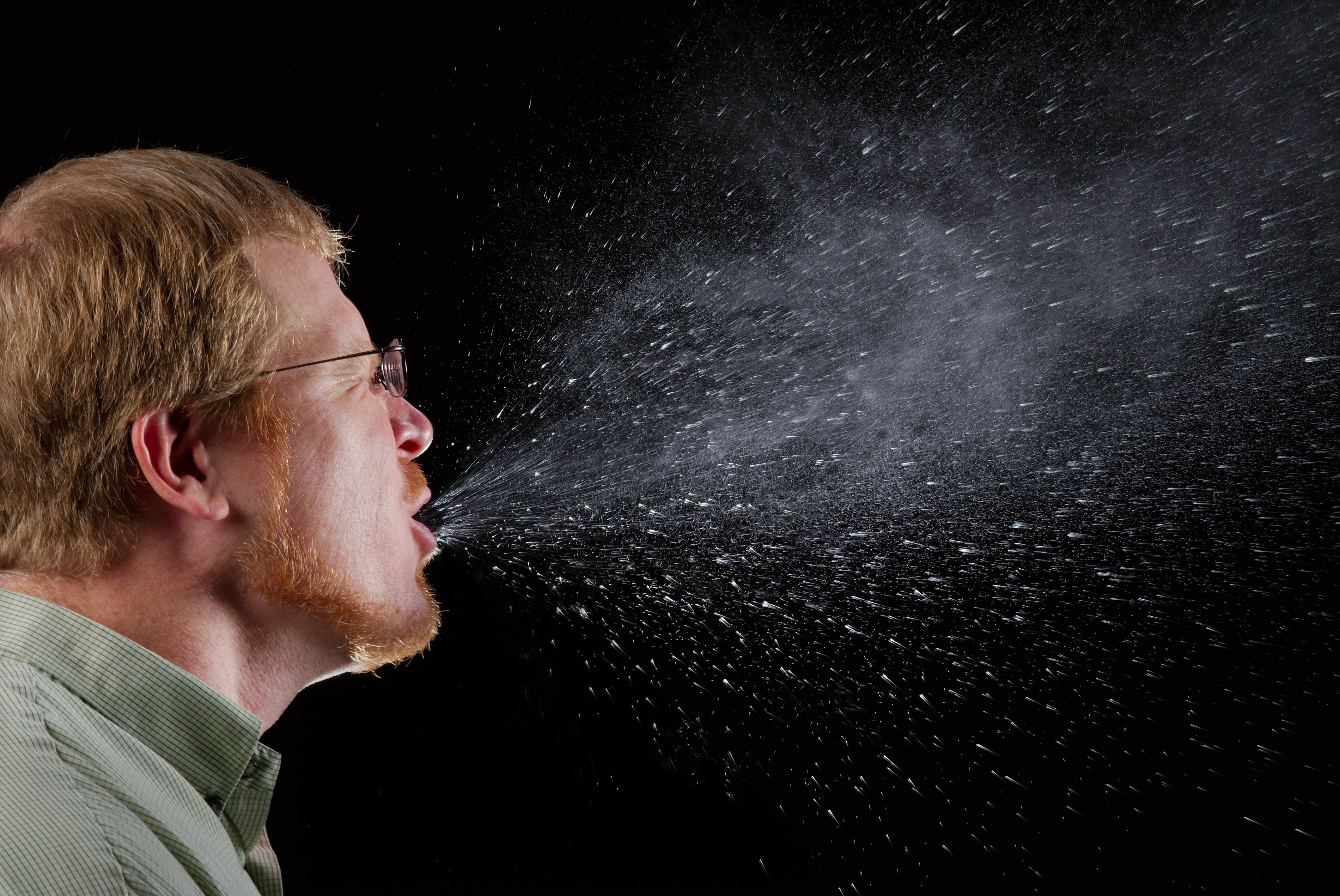
Nicht nur beim ungeschützten Niesen gelangt Sekret aus den Atemwegen in Form von Tröpfchen und in Aerosol in die Umgebung

Eine Tröpfcheninfektion ist eine Ansteckung, bei der Krankheitserreger aus dem Atemwegssekret eines Infizierten auf die Schleimhäute anderer Lebewesen gelangen.
Erregerhaltige Sekrettröpfchen entweichen unter anderem beim Sprechen oder Ausatmen aus den Atemwegen des Infizierten. Bei der Tröpfchenübertragung kommen die größeren dieser Partikel, die kleineren als Tröpfchenkerne im nicht sichtbaren Flüssigkeitsnebel als aerogene Übertragung, durch Einatmen direkt mit den Schleimhäuten des Empfängers in Kontakt.

## Einteilung
Partikel in einem atmosphärischen Aerosol haben in der Regel aerodynamische Durchmesser im Größenbereich von 0,01 µm bis 100 µm; der Durchmesser der biologischen Teilchen selbst beträgt meist über 1 µm. Letztere zählen damit zu den Primärpartikeln, die das grobdisperse Aerosol bilden.

### Tröpfchen

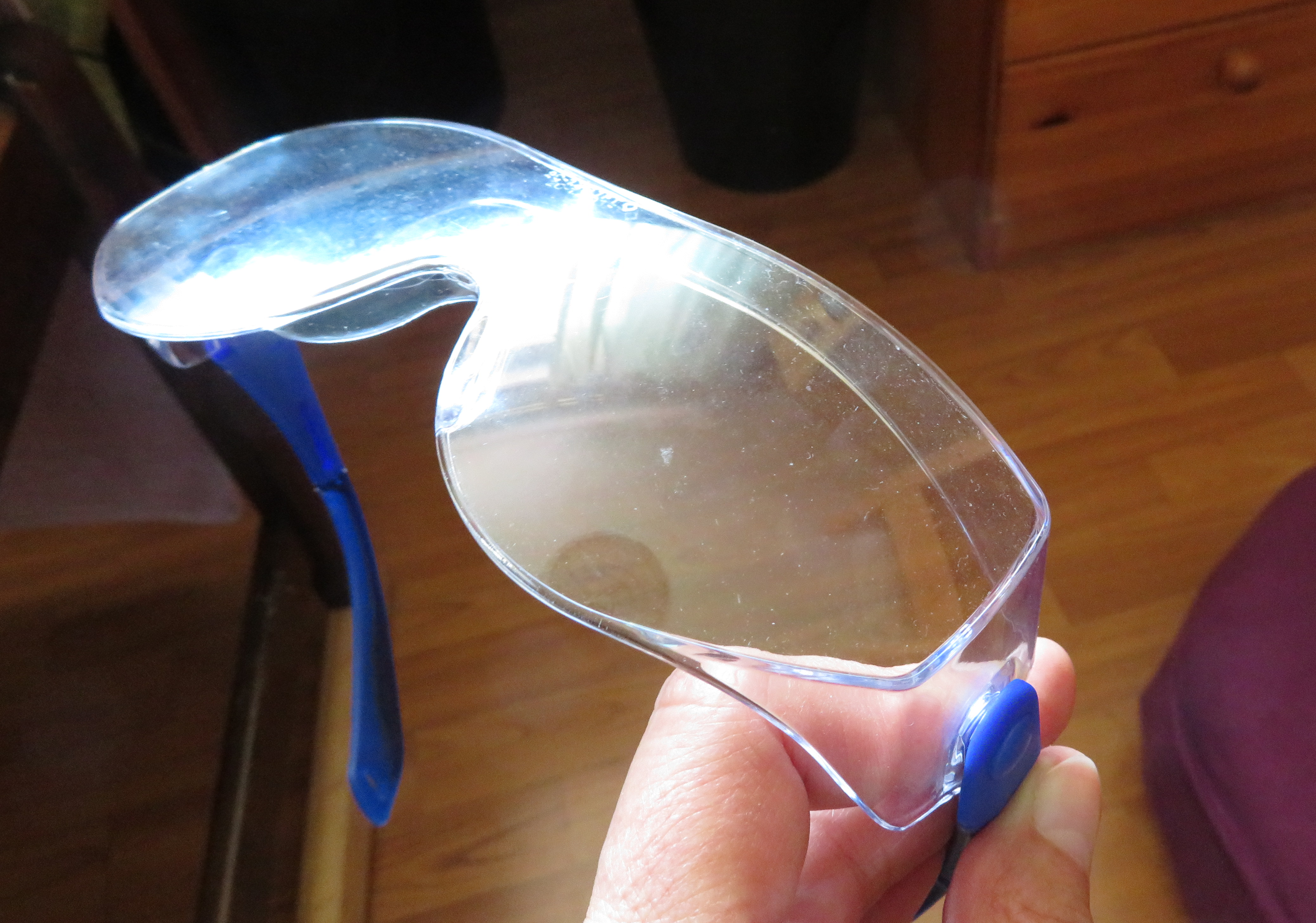
Tröpfchen auf einer Schutzbrille nach Diskussion mit einer Person ohne Mund-Nasen-Bedeckung

Große Tröpfchen haben einen Durchmesser von mehr als 5 µm. Nachdem sie ausgeatmet wurden, sinken sie rasch ab und werden nur bis zu einer Distanz von gut einem Meter übertragen. Tröpfchen mit einem Durchmesser von 100 µm benötigen sechs Sekunden, um aus zwei Metern Höhe auf den Boden zu sinken, Tröpfchen von 10 µm Durchmesser 10 Minuten.
Die maximale Distanz für eine Infektion durch kleine Tröpfchen wurde bislang mit nur 1,5 Meter angegeben. Jedoch wurde in einer biophysikalischen Studie des Massachusetts Institute of Technology (MIT), welche im Rahmen der COVID-19-Pandemie durchgeführt wurde, experimentell festgestellt, dass Flüssigkeitspartikel beim Husten oder Niesen ohne mechanische Barriere bis zu acht Meter weit verbreitet werden können. Diese Ergebnisse stellen das aus dem frühen zwanzigsten Jahrhundert stammende Tröpfcheninfektionsparadigma in Frage.

### Tröpfchenkerne (Aerosole)

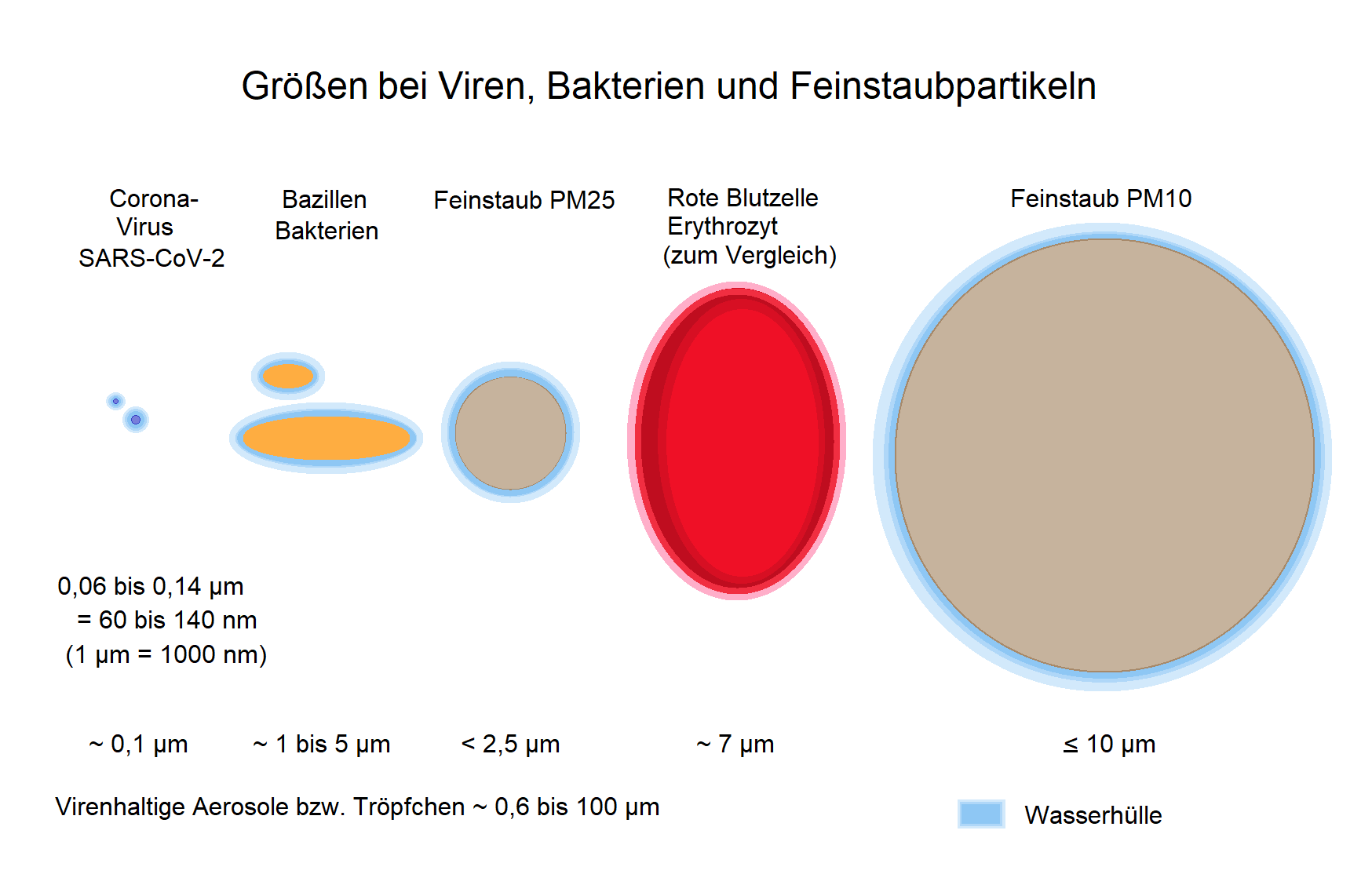

Die Dispersion von feinsten flüssigen und/oder festen Teilchen (Mikropartikeln) mit einem Durchmesser von weniger als 5 µm in einem Gas wird als Aerosol bezeichnet. Bei der aerogenen Übertragung verdunstet die Wasserhülle der erregerhaltigen Tröpfchen zunehmend, so dass sie immer leichter werden und deshalb immer länger in der Luft schweben können, bis nur noch sogenannte Tröpfchenkerne bleiben (droplet nuclei). Diese können von anderen Lebewesen im näheren Umfeld eingeatmet werden, wobei sie wegen ihrer geringen Größe in die tieferen Atemwege gelangen oder über die Schleimhaut der Augen aufgenommen werden. Aus 2 Metern Höhe sinken Tröpfchen von 10 μm Durchmesser bei stillstehender Luft innerhalb von 10 Minuten auf den Boden, bei Tröpfchenkernen von 1 μm Durchmesser dauert es 16,6 Stunden. Bei starker Luftbewegung können sie bis zu 50 Meter weit übertragen werden.
In einer Studie wurden Aerosole (<5 μm), die SARS-CoV-1 bzw. SARS-CoV-2 enthielten, mithilfe eines Zerstäubers erzeugt und in ein Goldberg-Fass geleitet, um eine aerosolisierte Umgebung zu schaffen. Das Inokulum ergab Zyklus-Schwellenwerte zwischen 20 und 22, ähnlich wie sie bei Proben aus dem oberen und unteren Atemtrakt des Menschen beobachtet wurden. SARS-CoV-2 blieb in Aerosolen 3 Stunden lebensfähig, wobei eine Senkung des Infektionstiters gemessen wurde ähnlich wie bei SARS-CoV-1. Die Halbwertszeiten beider Viren in Aerosolen lagen im Mittelwert bei 1,1 bis 1,2 Stunden. Die Ergebnisse deuten darauf hin, dass die Übertragung beider Viren durch Aerosole plausibel ist, da sie in schwebenden Aerosolen über Stunden lebensfähig und infektiös bleiben können. Eine vorhergehende Studie zeigte, dass die virenhaltigen Aerosole bis zu 3 Stunden in der Luft schweben. Virenhaltige Aerosole können als Bioaerosole beim Sprechen und Singen freigesetzt werden, aber auch schon beim Ausatmen, längere Zeit in der Luft schweben und sich im Raum verteilen. In einer Publikation von 2020 wird beschrieben, wie in einem Restaurant virenhaltige Aerosole Gäste infizierten, die im Luftstrom einer Klimaanlage saßen.

## Übertragung
Speichel und andere flüssige Absonderungen der Atemwege wie Nasensekret und Sputum enthalten grundsätzlich Mikroorganismen, darunter auch Krankheitserreger. Beim Ausatmen, Sprechen, Erbrechen sowie beim Niesen und Husten werden sie durch Vernebelung als Tröpfchen und Aerosole (Tröpfchenkerne) an die Umgebung abgegeben. Zur Infektion von Kontaktpersonen kommt es, wenn die Erreger anschließend auf deren Schleimhäute – meist des oberen Atemtrakts, möglich ist aber auch die Bindehaut der Augen – gelangen und sich dort vermehren, was unter Umständen eine Infektionskrankheit auslöst.
Die erregerhaltigen Tröpfchen können auch über die Hände oder Gegenstände als Schmierinfektion weiterverbreitet werden, zum Beispiel beim Berühren von Mund oder Augen mit ungewaschenen bzw. nicht-desinfizierten Händen. Als Tröpfchen sind die Erreger von Wasser umgeben. Ist das Wasser verdunstet, verbleiben die Erreger als Schwebstaub (Feinstaub)  in der Luft, getrocknet überleben nur wenige biologisch aktive Erreger längere Zeit, deren Exosporen (Dauerformen) können erhalten bleiben.

### Übertragung durch Atemluft
Abhängig von der Aktivität und individuellen Faktoren der betroffenen Person werden beim Ausatmen bis zu 150 Partikel mit einer Größe kleiner als fünf Mikrometer pro Sekunde ausgestoßen.

### Übertragung durch Lautäußerungen
Bei der aerogenen Übertragung spielen Husten und Niesen als exspiratorische Ereignisse eine große Rolle, wobei sowohl leicht sichtbare Tröpfchen als auch mit der Luftfeuchtigkeit große Mengen von Partikeln freigesetzt werden, die zu klein sind, um für das Auge sichtbar zu sein. Selbst beim Atmen und bei normalem Sprechen entstehen als Volumen betrachtet große Mengen von Partikeln, die zu klein sind, um gesehen zu werden. Diese Partikel sind aber groß genug, um eine Vielzahl von potentiellen Krankheitserregern mitzureißen und zu übertragen.
Die Rate der Partikelemission bei normalem Sprechen ist erstens mit der Lautstärke kausal korreliert. Sie reicht für niedrige bis hohe Amplituden von etwa 1 bis 50 Partikel pro Sekunde. Zweitens verhält sich ein kleiner Teil der Personen beim Sprechen so, dass sie durchweg eine Größenordnung  mehr Partikel freisetzen als ihre Altersgenossen. Nach den bisherigen Untersuchungsergebnissen kann das Phänomen der Sprach-Superemission weder mit der Lautstärke noch mit individuellen phonischen Strukturen vollständig erklärt werden. Es wird angenommen, dass noch andere physiologische Faktoren, die von Person zu Person sehr stark variieren, die Wahrscheinlichkeit der Übertragung von Infektionen über die Atemwege beeinflussen. Diese könnten ebenfalls dazu beitragen, die Existenz von Superspreadern zu erklären, die unverhältnismäßig häufig für Ausbrüche von durch die Luft übertragbaren Infektionskrankheiten verantwortlich sind. In der Heinsbergstudie wird von Superspreading-Ereignissen bei Karnevalsveranstaltungen berichtet, wobei lautes Sprechen und Singen die Freisetzung von Tröpfchen und Aerosolen verstärkt haben soll (Hypothese).
Atemluft enthält immer Wasserdampf. Der beim Ausatmen in kalter Luft entstehende Feinnebel ist frisch kondensierter Wasserdampf, da der Taupunkt in der kalten Luft unterschritten wird. Dieser sichtbare Atemnebel kann zwar mitgerissene erregerbehaftete unsichtbare Tröpfchen (mit geringerer Partikelgröße) enthalten, darf aber nicht mit diesen verwechselt werden: Er besteht nicht zu 100 Prozent aus mitgerissenen Körperflüssigkeiten. Aus der Ausbreitung dieses Nebels kann nicht unbedingt auf die Ausbreitungswege von Erregern in schwereren Tröpfchen der Atemluft geschlossen werden.
Die durch Sprechen verursachte Art der Tröpfcheninfektion war spätestens Anfang des 20. Jahrhunderts bekannt. Man hatte beobachtet, dass „bei im Auditorium ausgeführten Operationen öfters leichte Störungen im Wundverlauf beobachtet werden als bei außer[halb] der Vorlesung durchgeführten.“ Anton von Eiselsberg konnte außerdem in der Luft von Krankenzimmern Erysipelkokken (Bakterien der Gattung Streptokokken) nachweisen. Man hatte schon damals als eine geeignete Gegenmaßnahme Mund-Nasen-Masken erkannt.

## Durch Tröpfcheninfektion übertragbare Krankheiten
Krankheiten, die überwiegend durch Tröpfchen bzw. Tröpfchenkerne übertragen werden, sind vor allem akute respiratorische Erkrankungen (ARE) wie der grippale Infekt, die Grippe, COVID-19, Tuberkulose und die Streptokokken-Angina; aber auch Masern und Windpocken verbreiten sich auf diesem Weg.

### Einteilung
Beispiele für Infektionskrankheiten, die von Tröpfchen einer Größe von 5 bis 10 µm übertragen werden (droplet infections):
- bakteriell verursacht: Diphtherie, Haemophilus influenzae b-Infektion, Keuchhusten, Meningokokkenmeningitis, Scharlach
- viral bedingt: Grippe, Röteln, Schweres Akutes Atemwegssyndrom (SARS)

Beispiele für Übertragung durch Tröpfchenkerne:
- bakteriell verursacht: Legionellose, Tuberkulose
- viral bedingt: Herpes Zoster, Masern, Windpocken

## Schutzmaßnahmen

Abstand halten
Hygieneregeln beachten
Maske tragen
Lüften

Die Wahrscheinlichkeit einer Tröpfcheninfektion kann durch räumliche Distanzierung und Einhalten von Hygieneregeln verringert werden. Zu den hygienischen Maßnahmen gehören unter anderem das Waschen bzw. die Desinfektion der Hände und das Einhalten der Husten-Etiquette.
Ein Mund-Nasen-Schutz und eine Schutzbrille senken das Ansteckungsrisiko, dabei beeinflusst der Abstand zwischen den Personen das Ergebnis. Der Eigen- und Fremdschutz kann durch Tragen einer Atemschutzmaske ohne Ventil, ebenfalls kombiniert mit einer Schutzbrille oder einem Gesichtsschild, noch erhöht werden.
Im Zusammenhang mit der COVID-19-Pandemie wurde erkannt, dass regelmäßiges Stoß- und Querlüften bei längerem Aufenthalt in Innenräumen das Risiko einer Übertragung von SARS-CoV-2 durch Aerosole reduziert.
Für die Unterbringung von Patienten mit Verdachtsdiagnose oder bestätigter hochinfektiöser Erkrankung an z. B. Diphtherie, Influenza A oder B, Masern, Mumps, Noro-Virus und Röteln empfiehlt die KRINKO Isolierung für die Dauer der Infektiosität; bei Infektionen mit z. B. Ebola-, Lassa- oder Marburg-Virus wird der Patient auf einer Sonderisolierstation behandelt.

## Beispiel Influenza-Übertragung
Bei der Übertragung von Grippeviren spielt dieser Übertragungsweg, neben der ebenfalls möglichen Kontaktinfektion, die entscheidende Rolle. Die Viren können einen Tag vor Auftreten der ersten Krankheitssymptome bis durchschnittlich 7 Tage danach – von Kindern und Immunsupprimierten möglicherweise bis zu 21 Tage – ausgeschieden und direkt durch Tröpfcheninfektion übertragen werden, wobei diese teilweise makroskopisch sichtbaren Tröpfchen einen Durchmesser von ≥ 5 μm haben.

### Mund-Nasen-Schutz
Laut „Influenza-Pandemieplan Schweiz“ des Bundesamts für Gesundheit, Version November 2007, waren bis dahin keine Studien in Bezug auf die Schutzwirkung durch das Tragen eines Mund-Nasen-Schutzes (MNS) in der Allgemeinbevölkerung vor einer Tröpfcheninfektion durch Influenzaviren veröffentlicht worden. „Aus der Erfahrung mit SARS ergaben sich allerdings Hinweise, wonach die Übertragung von Viren durch Hygienemasken eingeschränkt werden kann.“ Eine Studie von 2020 ergab, dass Mund-Nasen-Schutz die Abgabe von Influenzaviren und saisonalen Coronaviren besonders dann signifikant reduziert, wenn nicht nur das Personal, sondern vor allem auch die infizierte Person damit ausgestattet ist, und dass damit die Übertragung reduziert werden kann.

## Weblink
- Video: Sichtbar gemachter Tröpfchenauswurf beim Sprechen ohne Maske und mit Maske[29]